# Idrijca
De Idrijca is een 60 kilometer lange rivier, die ontspringt in het gebergte rond Idrija. De Idrijca mondt uit in de Soča bij Most na Soči, niet ver van Kanal. Er wordt veel gevist in de Idrijca, voornamelijk door toeristen.